# 김종진 (1999년)
김종진(한국 한자: 金鐘振, 1999년 4월 12일 ~ )은 대한민국의 축구 선수이다. 포지션은 미드필더이다. 현재 전주시민축구단 소속이다.